# Poiocera rugulosa
Poiocera rugulosa är en insektsart som beskrevs av Walker 1858. Poiocera rugulosa ingår i släktet Poiocera och familjen lyktstritar. Inga underarter finns listade i Catalogue of Life.